# Фенек

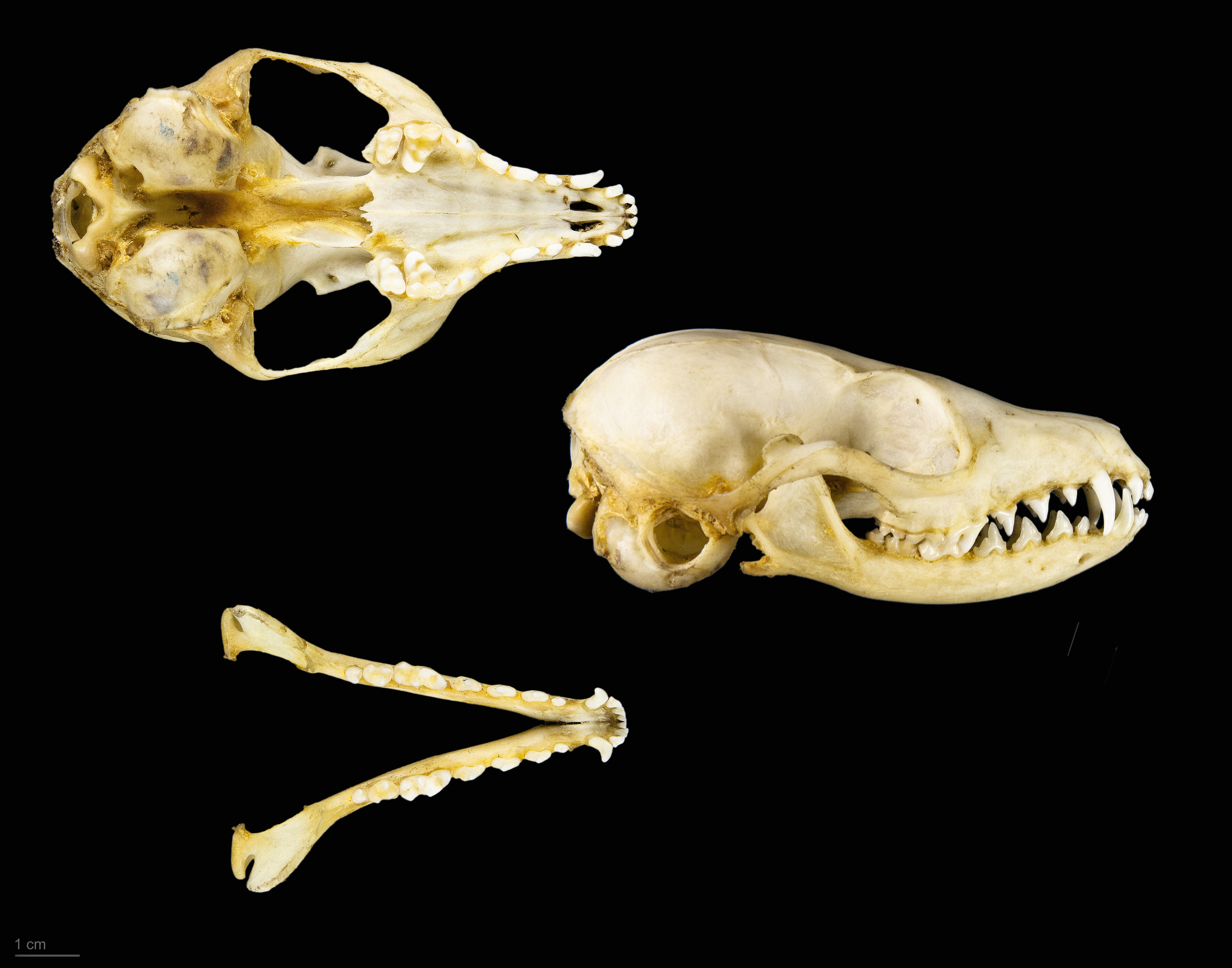
Vulpes zerda — Тулузький музей

Фенек (Vulpes zerda) — мініатюрна лисиця своєрідної зовнішності, яка живе в пустелях Північної Африки. Інколи її відносять до особливого роду Fennecus. Своє ім'я цей звір отримав від арабського fanak, що означає «лисиця». Наукова видова назва zerda походить від грецького xeros, «сухий».
Деякі люди утримують фенеків, як домашніх тварин.

## Зовнішній вигляд
Фенек — найменший представник родини псових, за розмірами він менший за свійських котів. Висота в загривку 18–22 см, довжина тіла — 30–40 см, хвоста — до 30 см, важить він до 1,5 кг. Морда коротка, загострена. Очі великі. Вуха фенека — найбільші серед хижаків відносно до величини голови; вони досягають 15 см у довжину і потрібні для кращого охолодження тіла в денну спеку. Стопа опущена, що дозволяє фенеку рухатися по гарячому піску. Зуби у нього маленькі, особливо ікла.
Волосяний покрив у фенека високий, густий і м'який, захисного забарвлення: зверху рудуватий або палевий, знизу білий. Хвіст пухнастий, з чорним кінчиком. Так звана «фіалкова», або надхвостова, залоза, характерна для всіх лисиць, прихована під темним жорстким волоссям. Молоді фенеки майже білі.

## Розповсюдження
Найчисленніша популяція фенеків мешкає в центральній Сахарі, хоча вони зустрічаються від північного Марокко до Синайського та Аравійського півостровів, а на півдні — до Нігера, Чаду і Судану.
Фенек населяє піщані пустелі, де полюбляє триматися заростей трави та негустого чагарника, які надають йому укриття і їжу. Живе він у норах, які викопує сам; веде нічний спосіб життя.
Фенеки поширені в піщаних пустелях і напівпустелях північної Африки та північного Синаю, але їхня точна чисельність невідома; немає жодної детальної інформації стосовно кількості та статусу виду. Фенеки мешкають на заповідних територіях в Алжирі, Єгипті, Лівії, Мавританії, Нігері та Тунісі. Вид внесений до списку в Конвенції CITES в Додаток II (2000).

## Спосіб життя та харчування
Фенеки — соціальні тварини; вони живуть родинними групами, число особин у яких доходить до 10. Клани зазвичай складаються з однієї родинної пари, їх статевонезрілого потомства і, можливо, декількох старших дітей. Інколи декілька сімей селяться разом, в одному лігві. Межі власної ділянки фенеки мітять сечею і калом. Вони дуже «балакучі»: гавкають, скиглять, бурчать і виють.
Фенек всеїдний і велику частину кормів викопує з піску і землі. Полюють переважно поодинці, як і всі лисиці. Харчується фенек дрібними хребетними, яйцями, комахами (у тому числі сараною), падлом, корінням рослин і плодами. Величезні вуха дозволяють йому вловлювати найлегше шарудіння. Може довго обходитися без води, отримуючи рідину з м'яса, ягід і листя.
Робить запаси їжі.
Фенек виявляє велику спритність і жвавість, уміння високо і далеко стрибати — до 0,7 м вгору. Протекційне забарвлення дозволяє йому зливатися з піщаним ландшафтом; даних про те, що більші хижаки полюють на фенеків, немає. У нього прекрасно розвинені нюх, слух і чудовий нічний зір.
Фенеки — хижаки, вони скорочують число дрібних ссавців, птахів, рептилій, комах та інших безхребетних, знайдених у межах їх родинної території, відіграючи певну роль у регуляції їх чисельності.

## Розмноження
Фенеки розмножуються один раз на рік. Шлюбний сезон у січні-лютому, але тічка у самок продовжується лише два дні. Ці тварини моногамні, кожна пара має домашню ділянку. У період розмноження самці стають агресивними та активно мітять свою ділянку сечею.
Вагітність триває 50–53 дні; у березні-квітні самка приносить 2–6 дитинчат у норі з гніздовою камерою, вистеленою травою, пір'ям і шерстю.
Цуценята при народженні важать лишень 50 г. Мати залишається з ними в лігві до двотижневого віку, коли у них розплющуються очі. Самець приносить їжу, але в лігво не заходить, тому що самка в цей час дуже агресивна і відганяє його від сосунків.
У віці 5 тижнів дитинчата вперше покидають лігво і бродять в околицях.
Але лише у віці 3 місяців починають вирушати на значні відстані. У той самий час у самок припиняється лактація.
Статева зрілість у фенеків настає в 6–9 місяців. Інколи молоді фенеки залишаються з батьками та допомагають ростити нове потомство.
Середня тривалість життя — 10–12 років.

## Статус популяції
Фенеки є об'єктами полювання, їх вбивають заради хутра, а також ловлять і продають як домашніх тварин. Це єдина з лисиць, яка легко приручається і може жити в будинку.

## Філогенетика
|  | V. chama       |
|  |                |
|  | V. bengalensis |
|  |                |
|  | V. pallida     |
|  |                |

|  | V. cana  |
|  |          |
|  | V. zerda |
|  |          |

|  | V. macrotis |
|  |             |
|  | V. lagopus  |
|  |             |

|  | V. corsac    |
|  |              |
|  | V. ferrilata |
|  |              |

|  | V. vulpes    |
|  |              |
|  | V. rueppelli |
|  |              |

|  | V. corsac    |
|  |              |
|  | V. ferrilata |
|  |              |

|  | V. vulpes    |
|  |              |
|  | V. rueppelli |
|  |              |

|  | V. macrotis |
|  |             |
|  | V. lagopus  |
|  |             |

|  | V. corsac    |
|  |              |
|  | V. ferrilata |
|  |              |

|  | V. vulpes    |
|  |              |
|  | V. rueppelli |
|  |              |

|  | V. corsac    |
|  |              |
|  | V. ferrilata |
|  |              |

|  | V. vulpes    |
|  |              |
|  | V. rueppelli |
|  |              |

|  | V. cana  |
|  |          |
|  | V. zerda |
|  |          |

|  | V. macrotis |
|  |             |
|  | V. lagopus  |
|  |             |

|  | V. corsac    |
|  |              |
|  | V. ferrilata |
|  |              |

|  | V. vulpes    |
|  |              |
|  | V. rueppelli |
|  |              |

|  | V. corsac    |
|  |              |
|  | V. ferrilata |
|  |              |

|  | V. vulpes    |
|  |              |
|  | V. rueppelli |
|  |              |

|  | V. macrotis |
|  |             |
|  | V. lagopus  |
|  |             |

|  | V. corsac    |
|  |              |
|  | V. ferrilata |
|  |              |

|  | V. vulpes    |
|  |              |
|  | V. rueppelli |
|  |              |

|  | V. corsac    |
|  |              |
|  | V. ferrilata |
|  |              |

|  | V. vulpes    |
|  |              |
|  | V. rueppelli |
|  |              |

|  | V. chama       |
|  |                |
|  | V. bengalensis |
|  |                |
|  | V. pallida     |
|  |                |

|  | V. cana  |
|  |          |
|  | V. zerda |
|  |          |

|  | V. macrotis |
|  |             |
|  | V. lagopus  |
|  |             |

|  | V. corsac    |
|  |              |
|  | V. ferrilata |
|  |              |

|  | V. vulpes    |
|  |              |
|  | V. rueppelli |
|  |              |

|  | V. corsac    |
|  |              |
|  | V. ferrilata |
|  |              |

|  | V. vulpes    |
|  |              |
|  | V. rueppelli |
|  |              |

|  | V. macrotis |
|  |             |
|  | V. lagopus  |
|  |             |

|  | V. corsac    |
|  |              |
|  | V. ferrilata |
|  |              |

|  | V. vulpes    |
|  |              |
|  | V. rueppelli |
|  |              |

|  | V. corsac    |
|  |              |
|  | V. ferrilata |
|  |              |

|  | V. vulpes    |
|  |              |
|  | V. rueppelli |
|  |              |

|  | V. cana  |
|  |          |
|  | V. zerda |
|  |          |

|  | V. macrotis |
|  |             |
|  | V. lagopus  |
|  |             |

|  | V. corsac    |
|  |              |
|  | V. ferrilata |
|  |              |

|  | V. vulpes    |
|  |              |
|  | V. rueppelli |
|  |              |

|  | V. corsac    |
|  |              |
|  | V. ferrilata |
|  |              |

|  | V. vulpes    |
|  |              |
|  | V. rueppelli |
|  |              |

|  | V. macrotis |
|  |             |
|  | V. lagopus  |
|  |             |

|  | V. corsac    |
|  |              |
|  | V. ferrilata |
|  |              |

|  | V. vulpes    |
|  |              |
|  | V. rueppelli |
|  |              |

|  | V. corsac    |
|  |              |
|  | V. ferrilata |
|  |              |

|  | V. vulpes    |
|  |              |
|  | V. rueppelli |
|  |              |

## Фенек у культурі

Фенек на монеті Алжира номіналом ¼ динара

- Фенек зображений на алжирській монеті ¼ динара[3].
- Фенек дав назву Firefox for mobile на стадії розробки (Mozilla Fennec).
- Хоча в цілому фенек є найменшим видом родини псових, один з підвидів лисиці острівної в середньому менший за розміром за нього[4].
- «Лис пустелі» — прізвисько, дане британськими військами німецькому генерал-фельдмаршалу Ервіну Роммелю за свою хитрість та здатність обходити пастки.
- Однойменний пес з фільму «Песник» в селі Антонівка.